# Discaria
Discaria is een geslacht uit de wegedoornfamilie (Rhamnaceae). Het telt ongeveer twaalf soorten bladverliezende doornige struiken en kleine bomen. De soorten komen voor in de gematigde regio's op het zuidelijk halfrond, zoals Zuid-Amerika, Australië en Nieuw-Zeeland.

## Soorten
- Discaria americana Gillies & Hook.
- Discaria articulata (Phil.) Miers
- Discaria chacaye (G.Don) Tortosa
- Discaria nitida Tortosa
- Discaria pubescens (Brongn.) Druce
- Discaria toumatou Raoul

## Hybriden
- Discaria × serratifolia (Miers) Benth. & Hook.f. ex Mast.

... · 
Alphitonia · 
Ceanothus · 
Discaria · 
Gouania · 
Nesiota · 
Phylica · 
Pomaderris · 
Rhamnus (Vuilboom) · 
Sageretia · 
Ziziphus · 
...